# Miquel Biada i Bunyol

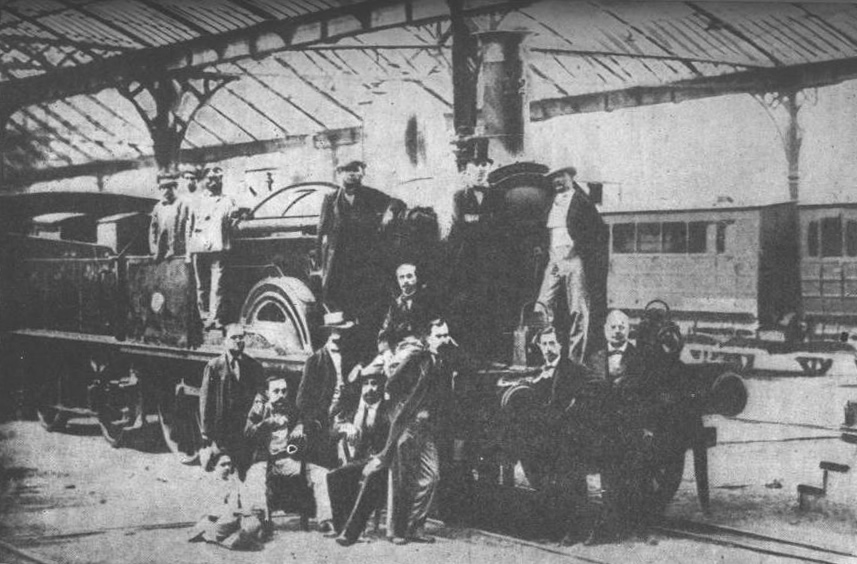
Foto dels impulsors, accionistes i enginyers que feren possible el Ferrocarril de Mataró a l'estació terme de Barcelona

Miquel Biada i Bunyol (Mataró, 1789 – Mataró, 1848) fou un armador i empresari català, un dels principals responsables de la construcció de la línia ferroviària entre Barcelona i Mataró. Esdevingut un pròsper indià que retornà a Catalunya després d'haver fet "les Amèriques" a Veneçuela i a Cuba, no només va comprometre el seu capital en l'empresa, sinó que també va aconseguir guanyar-se la confiança d'altres inversors per tirar endavant la línia.

## Primers anys
Nascut en el si d'una família nombrosa a Mataró l'any 1789, era fill d'un mestre de cases d'aquella ciutat. A la seva joventut visqué els terribles moments d'atac i destrucció de la ciutat per part dels francesos a la primavera del 1808. En aquest ambient d'hostilitats, marxà cap a Amèrica, on des de feia molt pocs anys els catalans tenien permís de comerciar-hi, gràcies al decret de lliure comerç de Carles III, del 1778.

## El somni americà

### Veneçuela
S'establí a la ciutat de Maracaibo, on va mercadejar amb el seu vaixell entre els ports antillans i amb la península, especialment cacau.
Però aviat es trobà immers en la guerra de la Independència de Veneçuela. Maracaibo es va mantenir espanyola i Biada va rebre diferents missions, especialment de transport, al servei de l'exèrcit espanyol. 

Va tornar a Mataró, on es casà el 1815 amb Teresa Prats i Vilaseca. El 1816 retornà a Maracaibo on el 1818 hi va obrir una casa de comerç amb el seu nebot. El 1820 Maracaibo es va pronunciar a favor de la independència poc després de l'armistici de Morillo i Bolívar, i va haver d'exiliar-se després de pagar una forta multa que el deixà arruïnat.

### Cuba
Després d'una altra estada a Mataró, s'establí amb la seva dona i fills - primers anys de la dècada de 1820 - a la ciutat de l'Havana. A Cuba, Biada va refer els seus negocis gràcies al comerç de productes agrícoles, especialment tabac: es va dedicar -tal com diu en el seu llibre de comptes- al transport de mercaderies i al negoci de crèdit. No consta en cap prova documental que tingués negocis en quant al comerç d'esclaus, ni d'origen colonial ni d'origen africà, però va defensar el sistema colonial basat en l'explotació de la mà d'obra esclava en la comissió de comerç de la Junta de Comerç de Barcelona.

L'any 1837 s'inaugurà el primer ferrocarril de l'illa de Cuba; aquell dia, Miquel Biada decideix promoure un ferrocarril entre Barcelona i Mataró. I amb aquestes intencions torna a Catalunya l'any 1840. Poc abans de marxar, rep el nomenament de Cavaller de la Gran Creu d'Isabel la Catòlica en agraïment pels seus serveis personals i econòmics a la guerra de Veneçuela.

## Retorn a Catalunya: el Projecte

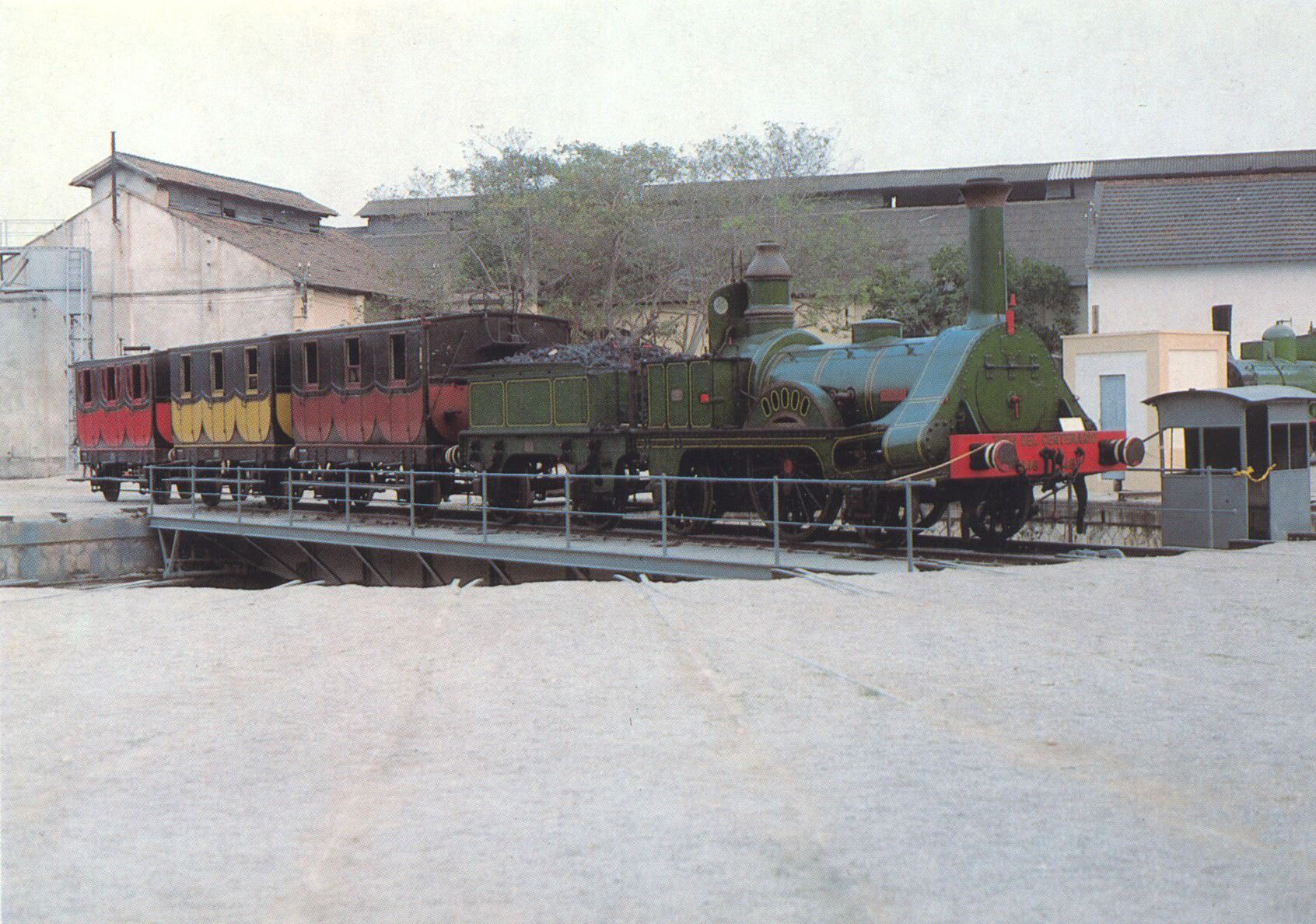
El 1948 per celebrar el centenari del primer ferrocarril peninsular es construí una rèplica de la "la Mataró" la primera locomotora que circulà. Actualment es troba al Museu del Ferrocarril de Catalunya a Vilanova i la Geltrú.

En arribar a Barcelona, Biada explicà el seu projecte per tal de captar l'interès de futurs accionistes, però ho feu sense èxit per manca de comprensió, en un moment en què la revolució industrial encara no havia arribat a Catalunya.
Llavors acudí a Londres, on amb la mediació de Josep Maria Roca aconseguí atraure el capital anglès, que finançà el cinquanta per cent de l'empresa amb la condició que la resta d'accions fossin de capital català. Fets els tràmits per aconseguir la concessió del ferrocarril per part de la Real Audiència, i amb el suport del capital anglès, va atraure finalment la inversió catalana. Fou conscient que es tractava d'una empresa molt innovadora i que havia de posar tota la seva decisió i empenta per dur-la a terme.
El projecte global es va pressupostar en 950.000 milions de duros de l'època, i la tecnologia i la majoria de materials emprats, així com una part important del finançament, van ser anglesos.
La concessió atorgada pel govern a la Gran Compañia Española del Camino de Hierro de Barcelona a Mataró y Viceversa havia declarat que l'empresa era d'utilitat pública, de manera que podia fer ús de la llei espanyola d'expropiació forçosa de l'any 1836. Malgrat això, la negociació de les indemnitzacions amb els 170 propietaris afectats van ser llargues i difícils.

## Una ferma voluntat contra les adversitats

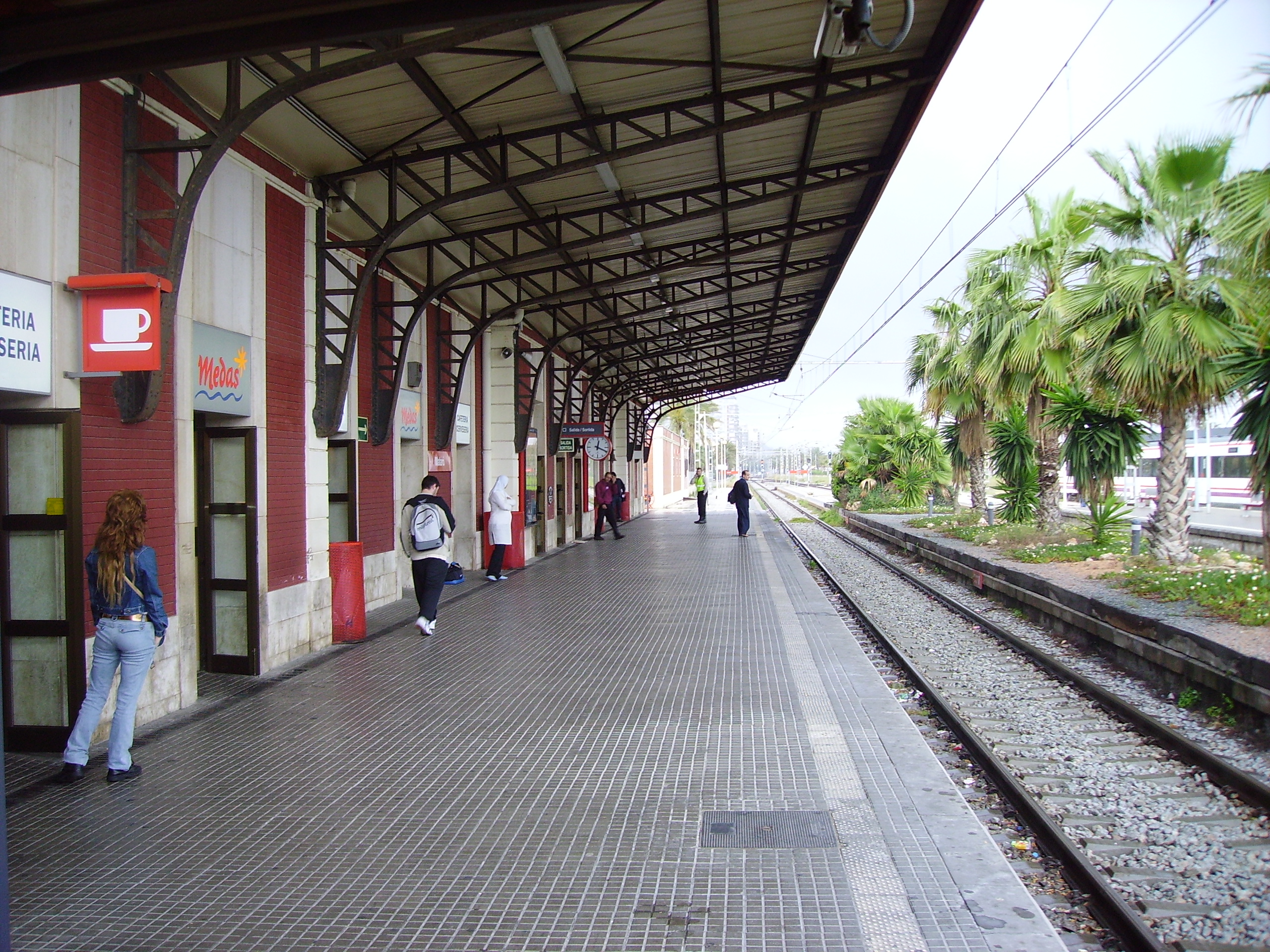
Estació de Mataró.

Des d'abans que s'iniciés, i especialment durant la construcció, l'obra comptà amb molts detractors i enemics del ferrocarril, que fins i tot van emprendre accions vandàliques destruint a la nit allò que s'havia construït de dia.
Però sobretot van ser greus problemes financers els que van amenaçar el projecte. 

Miquel Biada va dissipar tot aquest ambient advers amb la seva convicció. Per solucionar el greu problema financer es va convocar una reunió extraordinària amb els principals accionistes al Saló de Cent. Amb el seu discurs vehement i ardorós va convèncer els assistents de la necessitat de posar encara més esforç, més empenta i més decisió per a continuar el projecte.

Si abans els accionistes desconfiats no havien realitzat les inversions promeses, ara un petit grup de 12 accionistes, inflamats per la confiança i l'entusiasme que Biada els infonia, van acceptar comprar les 2.568 accions disponibles, pagant a l'instant el deu per cent del seu valor, a canvi de percebre el dos per cent que la Junta s'havia reservat com a honoraris. Eren Patxot-Civils, Josep Terrats, Josep Martorell, Onofre Viada, Jaume Samà, Josep Barba, Iu Milà de la Roca, Jerònim Rabassa, Josep Mitjans, Joan Josep de la Torre, Josep Bosch i Mustich i Joan Miret. També Miquel Biada va comprometre enormement la seva fortuna personal, arribant a subscriure 1.000 accions. 

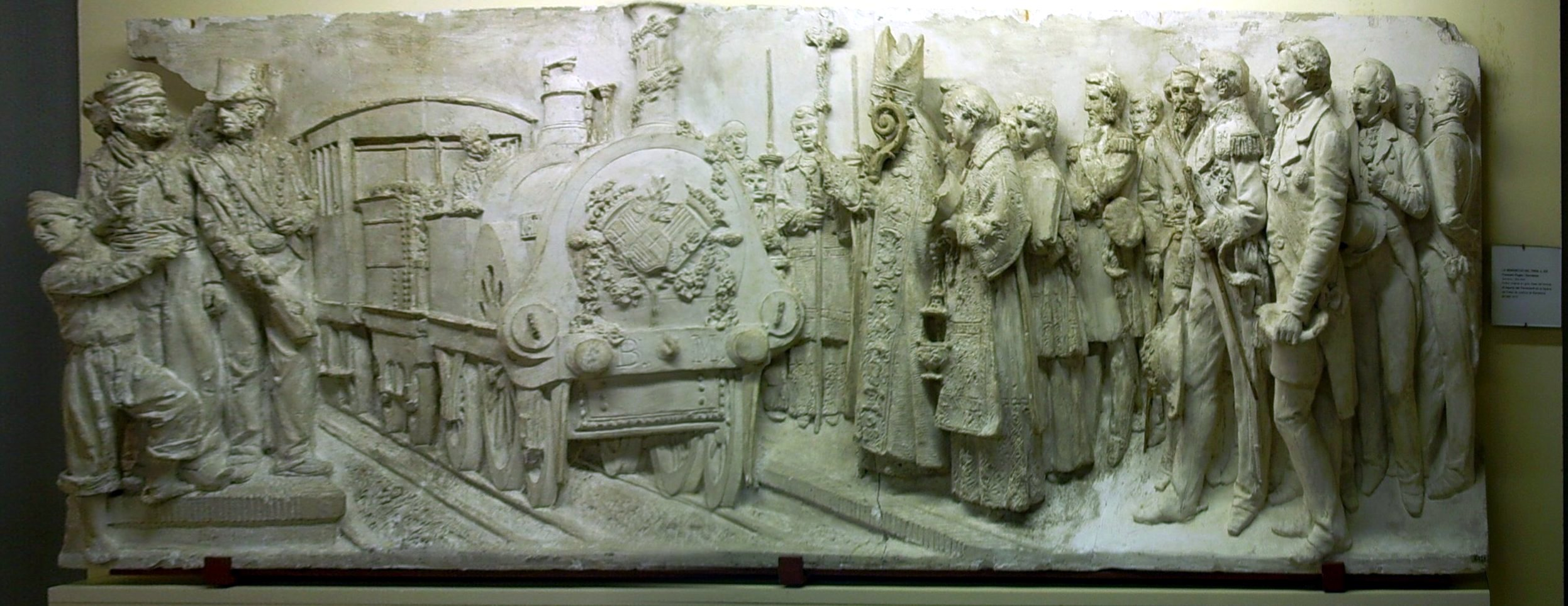
La Benedicció del tren,, Francesc Pagès i Serratosa (Barcelona, 1852-1899) relleu original en guix, base del bronze "Al·legoria del Ferrocarril" de la façana del Palau de Justícia de Barcelona. Es conserva al Museu de Mataró, número de catàleg MCMM 5415.

Mesos més tard, quan el temor s'apoderà dels accionistes per la baixada del valor de les accions, i van convocar una Junta demanant mesures extraordinàries, altra vegada Biada infongué confiança en l'accionariat. El convincent discurs de Miquel Biada va transcendir de tal manera a l'opinió pública, que des de llavors el ferrocarril va comptar amb l'incondicional fervor popular, de manera que les crítiques quedaren reduïdes a petits nuclis reticents. 

En aquells moments les obres ja estaven força avançades: s'havia construït gran part dels 44 ponts de la línia, així com quasi tots els terraplens i canalitzacions d'aigües, i estava molt avançat el túnel de Montgat. També estaven iniciades les obres de bona part de les estacions.
Fou en aquests últims mesos de l'any 1847 que Biada va emmalaltir, segurament a causa de l'extenuant activitat que havia desplegat. Onofre Viada, el seu nebot, va ocupar el seu càrrec en la Direcció.

Finalment el 28 d'octubre de 1848 s'inaugurà el primer ferrocarril de la península Ibèrica.
Miquel Biada havia mort tan sols uns mesos abans, víctima d'una pneumònia que li sobrevingué pel fet d'haver de vigilar a les fredes nits la línia en construcció, mirant d'evitar així les proliferacions de sabotatges.
Un retrat seu forma part de la Galeria de Catalans Il·lustres de l'Ajuntament de Barcelona. Un institut duu el seu nom en honor seu.

## Llegat
- A Mataró hi ha un Monument a Miquel Biada a la plaça homònima, davant de l'estació.
- El 1998 es va incorporar a la comparsa dels nans de Mataró en Biada, en commemoració de Miquel Biada i Bunyol.[5]

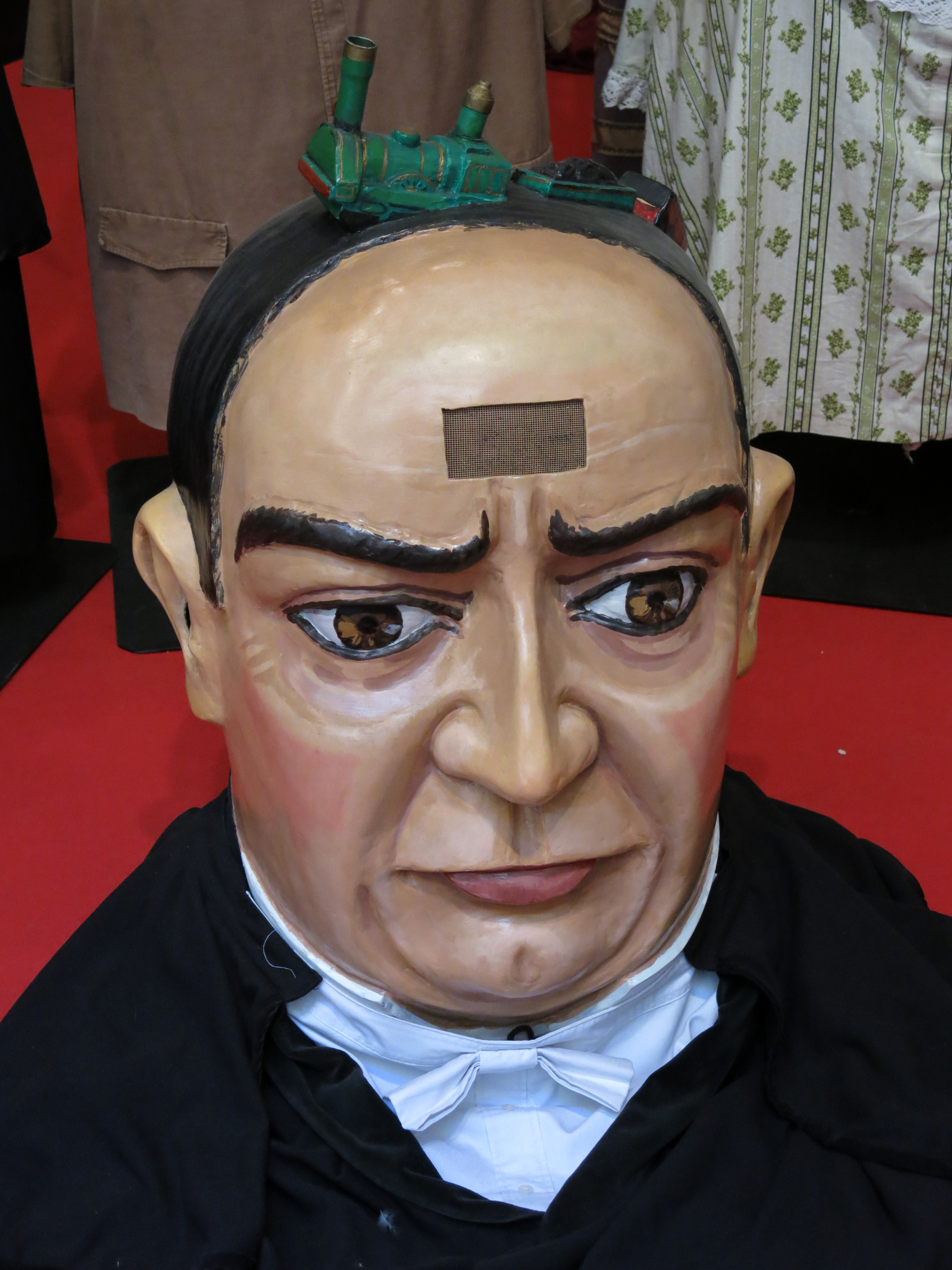
En Biada, últim nan en incorporar-se a la Família Robafaves

- A Mataró hi ha un IES que duu el set nom.